# Lliga uzbeka de futbol
La Lliga uzbeka de futbol o Super Lliga d'Uzbekistan, uzbek: Oʻzbekiston Superligasi, i per patrocini Super Lliga Coca-Cola d'Uzbekistan, uzbek: Coca-Cola Oʻzbekiston Superligasi, és la màxima competició futbolística de l'Uzbekistan. És organitzada per la Lliga de Futbol Professional d'Uzbekistan i l'Associació de l'Uzbekistan de Futbol.
El 21 de novembre de 2017 la UzPFL decidí canviar el nom de la lliga a Super Lliga d'Uzbekistan, començant en 2018. El nombre de clubs participants va ser reduït de 16 a 12.
Evolució del nom:
- 1992: Oliy Liga
- 2008: Oʻzbekiston PFL
- 2018: Oʻzbekiston Superligasi

## Historial
Font:

### Època soviètica
- 1926: Sbornaya Tashkent
- 1927: Sbornaya Tashkent
- 1928: Sbornaya Ferg'ona
- 1929: Sbornaya Tashkent
- 1930: Sbornaya Tashkent
- 1931-32: No es disputà
- 1933: Sbornaya Tashkent
- 1934: Sbornaya Tashkent
- 1935: Sbornaya Tashkent
- 1936: Sbornaya Tashkent
- 1937: Spartak Tashkent
- 1938: Spartak Tashkent
- 1939: Dinamo Tashkent
- 1940-47: No es disputà
- 1948: Polyarnaya Zvezda Tashkent Oblast
- 1949: Dinamo Tashkent
- 1950: Spartak Tashkent
- 1951: Spartak Tashkent
- 1952: Dinamo Tashkent
- 1953: FShM Tashkent
- 1954: Dinamo Tashkent
- 1955: ODO Tashkent
- 1956: ODO Tashkent
- 1957: Mashstroi Tashkent
- 1958: Khimik Chirchik
- 1959: Mekhnat Tashkent
- 1960: Sokol Tashkent
- 1961: Sokol Tashkent
- 1962: Sokol Tashkent
- 1963: Sokol Tashkent
- 1964: Sokol Tashkent
- 1965: Sokol Tashkent
- 1966: Zvezda Tashkent
- 1967: Tashavtomash Tashkent
- 1968: Chust Namangan Oblast
- 1969: Tashkabel Tashkent
- 1970: SKA Tashkent
- 1971: Yangiaryk Khorezm Oblast
- 1972: Trud Jizzak
- 1973: Quruvchi Samarqand
- 1974: Pakhtakor Gulistan
- 1975: Zarafshan Navoi
- 1976: Traktor Tashkent
- 1977: Khiva
- 1978: Khorezm (Kolkhoz im. Narimanova)
- 1979: Khisar Shakhrisabz
- 1980: No es disputà
- 1981: Ekipress Samarqand
- 1982: Beshkent
- 1983: Tselinnik Turtkul
- 1984: Khorezm Khanki
- 1985: Shakhter Angren
- 1986: Traktor Tashkent
- 1987: Avtomobilist Ferg'ona
- 1988: Selmashevets Chirchik
- 1989: Nurafshon Bukhara
- 1990: Naryn Khakulabad
- 1991: Politotdel Tashkent Oblast

### Des de la independència
- 1992:  Neftchi Fergana (1) 
i  Paxtakor Tashkent (1) [a]
- 1993:  Neftchi Fergana (2)
- 1994:  Neftchi Fergana (3)
- 1995:  Neftchi Fergana (4)
- 1996:  Navbahor Namangan (1)
- 1997:  MHSK Tashkent (1)
- 1998:  Paxtakor Tashkent (2)
- 1999:  Dustlik Tashkent (1)
- 2000:  Dustlik Tashkent (2)
- 2001:  Neftchi Fergana (5)
- 2002:  Paxtakor Tashkent (3)
- 2003:  Paxtakor Tashkent (4)
- 2004:  Paxtakor Tashkent (5)
- 2005:  Paxtakor Tashkent (6)
- 2006:  Paxtakor Tashkent (7)
- 2007:  Paxtakor Tashkent (8)
- 2008:  Bunyodkor Tashkent (1)
- 2009:  Bunyodkor Tashkent (2)
- 2010:  Bunyodkor Tashkent (3)
- 2011:  Bunyodkor Tashkent (4)
- 2012:  Paxtakor Tashkent (9)
- 2013:  Bunyodkor Tashkent (5)
- 2014:  Paxtakor Tashkent (10)
- 2015:  Paxtakor Tashkent (11)
- 2016:  Lokomotiv Tashkent (1)
- 2017:  Lokomotiv Tashkent (2)
- 2018:  Lokomotiv Tashkent (3)
- 2019:  Paxtakor Tashkent (12)
- 2020:  Paxtakor Tashkent (13)
- 2021:  Paxtakor Tashkent (14)
- 2022:  Paxtakor Tashkent (15)